# 잇사이쿄산

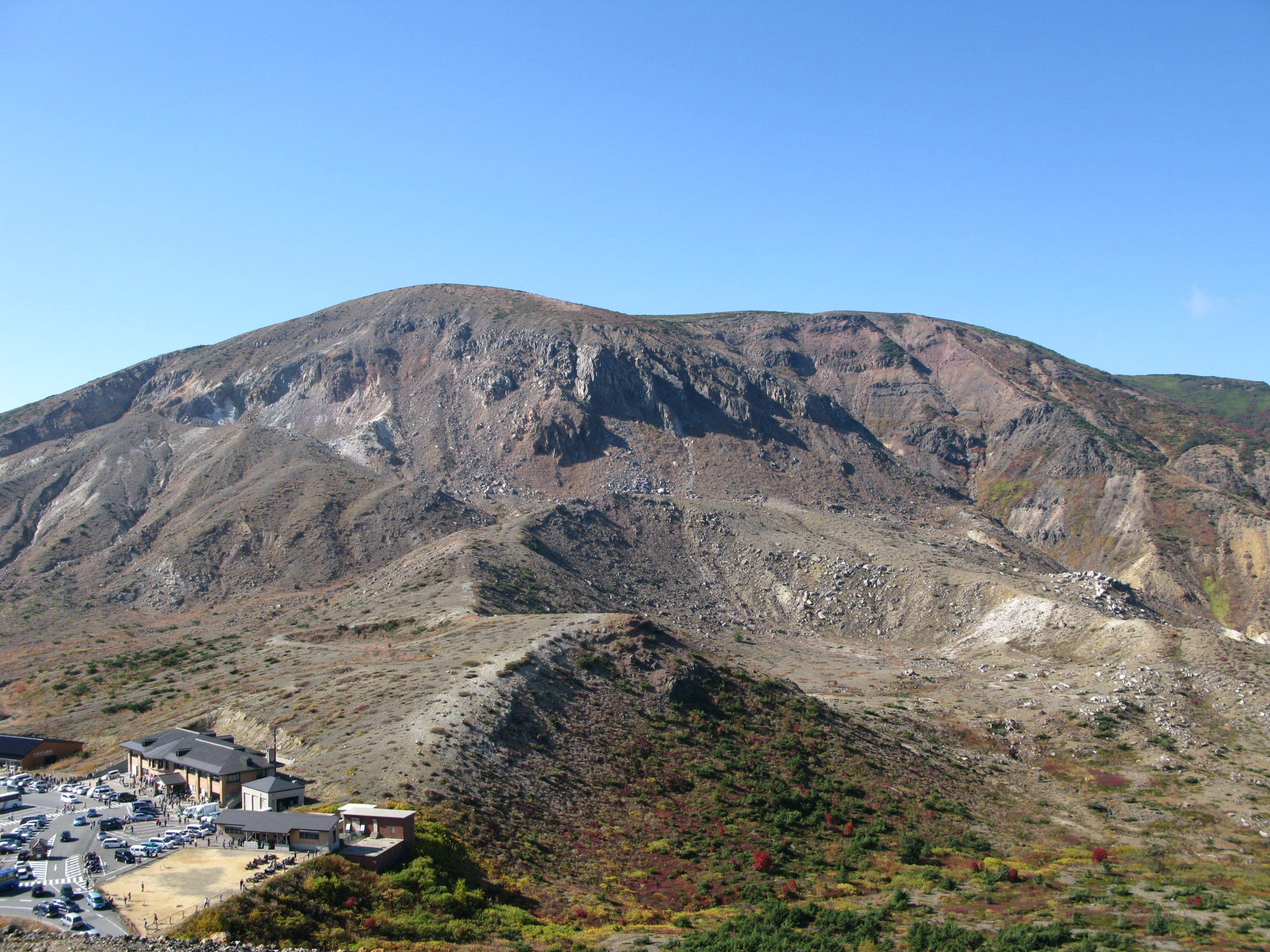
잇사이쿄 산

잇사이쿄산(일본어: 一切経山)은 일본 혼슈 북부에 있는 활화산으로, 복합 성층 화산(Complex Stratovolcano)이다. 이 산은 아즈마코후지 산과 맞은 편에 있으며, 활화산답게 화산가스나 증기를 내뿜는다. 그리고 칼데라 호까지 있으며, 여전히 화산 활동을 보이고 있다.